# シェロモ
ヘブライ狂詩曲『シェロモ』B. 39（Schelomo）は、エルネスト・ブロッホが1916年に作曲したチェロと管弦楽のための狂詩曲。表題となっている『シェロモ』とは、旧約聖書の『列王記』に登場する古代イスラエルの王ソロモンをヘブライ語にして読みやすくしたものである。

## 概要
アレキサンダー・バルヤンスキーの妻で、彫刻家のカサリンが制作したソロモンの像に着想を得て1916年冬、ジュネーヴにて作曲され、同夫妻に献呈された。初演は1916年5月3日、ニューヨーク楽友協会主催の演奏会にてチェロ独奏ハンス・キンドラー、アーサー・ボダンスキ指揮により『イスラエル交響曲』（作曲家自身の指揮）と併せて行われた。

## 楽器編成
独奏チェロ、ピッコロ、フルート2、オーボエ2、イングリッシュホルン、クラリネット2、バスクラリネット、ファゴット2、コントラファゴット、ホルン4、トランペット3、トロンボーン3、チューバ、ティンパニ3、小太鼓、タンブリン、大太鼓、シンバル、タムタム、チェレスタ、ハープ2、弦五部（12、10、8、6、4）

## 演奏時間
約21分。

## 楽曲構成
全体は緩急緩の三部形式で構成されている。まずチェロ独奏による短い序奏ピウ・アニマートで開始され、その後弱音器付きのヴィオラに提示されるアンダンテ・モデラートに入る。